# شاهزاده اورانژ

نشان شاهزاده اورانژ (۱۸۱۵–۱۸۸۴)

نشان خاندان اول اورانژ

عنوان شاهزاده اورانژ (فرانسوی: Prince d'Orange‎) در سال ۱۱۶۳ توسط امپراتور فریدریش بارباروسا، با ارتقا شاهزاده‌نشین اورانژ به یک پادشاهی، ایجاد شد تا در درگیری با پاپی، حمایت خود را در آن منطقه تقویت کند. این عنوان و سرزمین به خانه‌های اشرافی فرانسوی باکس، در سال ۱۱۷۳، و از شالون، در سال ۱۳۹۳، قبل از ورود با رنه ناسائو در سال ۱۵۳۰ ، منتقل شد. سپس در سال ۱۵۴۴ حکومت به یک نجیب‌زاده هلندی، پسر عموی رنه، ویلیام (معروف به ویلیام خاموش منتقل شد). در سال ۱۷۰۲، پس از مرگ ویلیام سوم انگلستان بدون فرزند، اختلافاتی بین یوهان ویلم فریزو و فریدریش یکم بوجود آمد. در سال ۱۷۱۳، طبق قرارداد اوترخت فریدریش ویلهلم یکم، شاهزاده‌نشین اورانژ را به لوئی چهاردهم پادشاه فرانسه (در حالی که عنوان را به عنوان بخشی از عنوان سلطنتی خود حفظ می‌کرد) واگذار کرد. در سال ۱۷۳۲، بر اساس معاهده پارتیشن، پسر فریسو، ویلیام چهارم توافق کرد که از عنوان «شاهزاده اورانژ» (که در هلند و سراسر جهان پروتستان اعتبار کسب کرده بود) با فریدریش ویلهلم یکم استفاده کند. با ظهور پادشاهی هلند، این عنوان با تلفظ شاهزاده اورانیه (هلندی: Prins van Oranje) به‌طور سنتی به وارث سلطنت هلند داده می‌شود. این عنوان که در اصل فقط توسط آقایان استفاده می‌شد، از سال ۱۹۸۳ بر طبق حق اولویت نخستین فرزند به بزرگترین فرزند پادشاه و وارث وی اعطا می‌گردد، به این معنی که دارنده آن می‌تواند شاهزاده یا شاهدخت اورانیه باشد.